# Lúcio Craveiro da Silva
Lúcio Craveiro da Silva, S.J., (Covilhã, Tortosendo, 27 de novembro de 1914 – Braga, 13 de agosto de 2007) foi um professor, escritor e jesuíta português.

## Biografia
Foi ordenado sacerdote em 1944 em Bilbau, Lovaina e Braga, onde obteve o doutoramento em Filosofia a 9 de novembro de 1951 com a tese A Idade do Social, ensaio sobre a evolução da sociedade contemporânea.
Foi Superior Provincial dos Jesuítas portugueses de 1960 a 1966. Devido a essas funções, foi um dos fundadores e diretor do Instituto Superior Económico e Social de Évora de 1965 a 1971. Em 1974, integrou a Comissão Instaladora da Universidade do Minho, tendo posteriormente exercido o cargo de reitor da mesma universidade de 1982 a 1986. A 13 de março de 1985, foi agraciado com o grau de Grande-Oficial da Ordem da Instrução Pública. Foi o primeiro reitor eleito em Portugal. Foi membro do Instituto de Filosofia Luso-Brasileira e da Academia das Ciências de Lisboa.
Em Braga foi atribuído o seu nome a uma das bibliotecas da cidade: Biblioteca Lúcio Craveiro da Silva.

## Formação acadêmica
Doutorou-se em Filosofia Social, Filosofia Social e Política e História da Cultura e Filosofia Portuguesa.

## Obras
Da sua vasta obra destacam-se
- A Idade do Social, ensaio ético-social sobre a evolução da sociedade, Braga, 1952 e 1959;
- O Movimento Operário, Braga, 1957;
- Antero de Quental, evolução do seu pensamento filosófico, Braga, 1959, 1993;
- Cultura, Participação e Desenvolvimento, Braga, 1979;
- A Vida cristã ao ritmo do ano litúrgico, Porto, 1959;
- Pègadas no Caminho, Braga, 1976;
- Cursus Philosophiae Moralis, pars generalis, Braga, 1995:
- Ensaios de Filosofia e Cultura Portuguesa, Braga, 1994;
- Novas Cartas Inéditas de Antero de Quental - introdução, organização e notas - 1996;
- Padre António Vieira e Antero de Quental, Ensaios, Braga; e
- Ser Português, ensaios de cultura portuguesa, Braga, 2000.